# Larry Lieber
Pour les articles homonymes, voir Lieber.
Compléments
Lawrence D. Lieber, dit Larry Lieber, est un auteur et éditeur de bandes dessinées américaines né le 26 octobre 1931 à New York. Il est le frère cadet de Stan Lee et le co-créateur pour Marvel des super-héros Thor, Iron Man et Henry Pym-l'Homme-Fourmi.

## Biographie
Il étudie à l'Institut Pratt de Brooklyn et à l'Art Students League of New York. Il effectue son service militaire dans l'US Air Force.

## Publications
- Tales of Suspense (Iron Man avec Don Heck, Stan Lee et Jack Kirby)
- The Amazing Spider-Man (Spider-Man avec Stan Lee et Mike Esposito)
- Astonishing Tales (en)
- The Avengers (en) (Les Vengeurs)
- Journey into Mystery (Thor avec Stan Lee et Jack Kirby)
- Spidey Super Stories
- Strange Tales
- Tales to Astonish (Henry Pym-l'Homme-Fourmi avec Stan Lee et Jack Kirby)
- Tales of Suspense
- Sgt. Fury and his Howling Commandos (Nick Fury avec Stan Lee et Jack Kirby)
- Force Works
- Rawhide Kid
- Web of Spider-Man

## Prix et distinctions
- 2008 : Prix Bill Finger